# Therion
Therion es una agrupación sueca de metal sinfónico, creada por su principal compositor Christofer Johnsson en 1987. La palabra theríon (θηρίον), extraída del Libro de la Revelación, significa «bestia» en griego. Sin embargo, los miembros de la banda han declarado que el nombre es un tributo al álbum To Mega Therion, de Celtic Frost.
Empezaron componiendo e interpretando death metal, pero luego incorporaron a su sonido toques orquestales y sinfónicos, empleando coros pesados y reminiscencias de música clásica. Más tarde estos cambios se convirtieron en parte fundamental de sus composiciones, lo que les consiguió el éxito entre nuevos públicos, no así con sus fanes, acostumbrados a su sonido death metal original.
Therion es una de las primeras bandas en lograr un éxito comercial notable en la mezcla de heavy metal con sonidos orquestales: Vovin, su álbum más vendido, ha superado las 150 mil copias solo en Europa. Este éxito le ha reportado una de las mayores cotas de popularidad e influencia en los medios entre las bandas de su género, hasta el punto de ser citada como «la banda más poderosa en el género mismo». y ser conocida entre los seguidores de metal en Europa, así como en Japón y América Latina.
La letra y música de Therion tratan sobre diferentes temas: mitológicos, mágicos, el ocultismo, o las tradiciones y escritos mágicos de tiempos antiguos. La mayoría de las letras son escritas por Thomas Karlsson, miembro «no oficial» de la banda, quien también es el fundador de la orden mágica «Dragon Rouge», de la que Johnsson es miembro. Desde sus comienzos la banda ha vivido muchos cambios en su formación por problemas de alcoholismo de ciertos miembros, y por la creación de otros proyectos paralelos.

## Historia
La palabra theríon (θηρίον) es extraída del Libro del Apocalipsis (Revelación en griego)

### Blitzkrieg y Megatherion (1987–1988)
Therion fue originalmente formada bajo el nombre de "Blitzkrieg" en la ciudad de Upplands Väsby, Suecia. El fundador, Christofer Johnsson, fue originalmente el bajista y vocalista, pero esto fue solo algunos meses después de haber formado la banda. En los meses siguientes se reclutó al guitarrista Peter Hansson y baterista Oskar Forss. Johnsson y Hansson habían participado en varios grupos antes de este, mientras que el baterista Forss era un viejo amigo de la escuela de Johnsson. Las más grandes influencias de Blitzkrieg eran bandas como Metallica, Ratt, Kix y Slayer, pero el sonido que tenían en esa época era similar al que tenían las bandas Venom, Europe y Motörhead. Blitzkrieg nunca realizó ningún demo y solo se presentaron en dos ocasiones con la alineación antes mencionada. Blitzkrieg decidió separase en el año 1988 por problemas con Forss, lo que provocó que solo se pudieran grabar unas pocas canciones con esa alineación.
Meses después de su separación la banda se reformó en 1988 bajo el nombre de Megatherion y comenzaron a ser influenciados por la banda de heavy metal suiza Celtic Frost. El nuevo nombre del grupo fue originado por el álbum de Celtic Frost To Mega Therion. Johnsson cambió su puesto de bajista a guitarrista principal, mientras que P. Hansson se ocupaba de las guitarras rítmicas, Johan Hansson se convirtió en el nuevo bajista y Mika Tovalainen se ocupaba de la batería. El nombre de la banda fue acortado más tarde por Therion y Erik Gustafsson, bajista de la banda Dismember, reemplazó a P. Hansson en la guitarra rítmica, mientras que Oskar Forss regresó como baterista.

### Primeros álbumes y primer contrato (1989–1990)
Therion publicó y grabó en el año 1990 sus primeros dos demos, Paroxysmal Holocaust (limitado a 600 copias) y más tarde Beyond the Darkest Veils of Inner Wickedness (limitado a 500 copias). En 1990, realizaron su primer EP con el nombre de Time Shall Tell, que técnicamente seguía siendo un demo ya que solo fue publicado por una pequeña compañía llamada House of Kicks con un tiraje de mil copias. Este álbum obtuvo el primer contrato discográfico de la banda con Deaf Records, y fue con ésta que realizaron su primer álbum llamado Of Darkness...

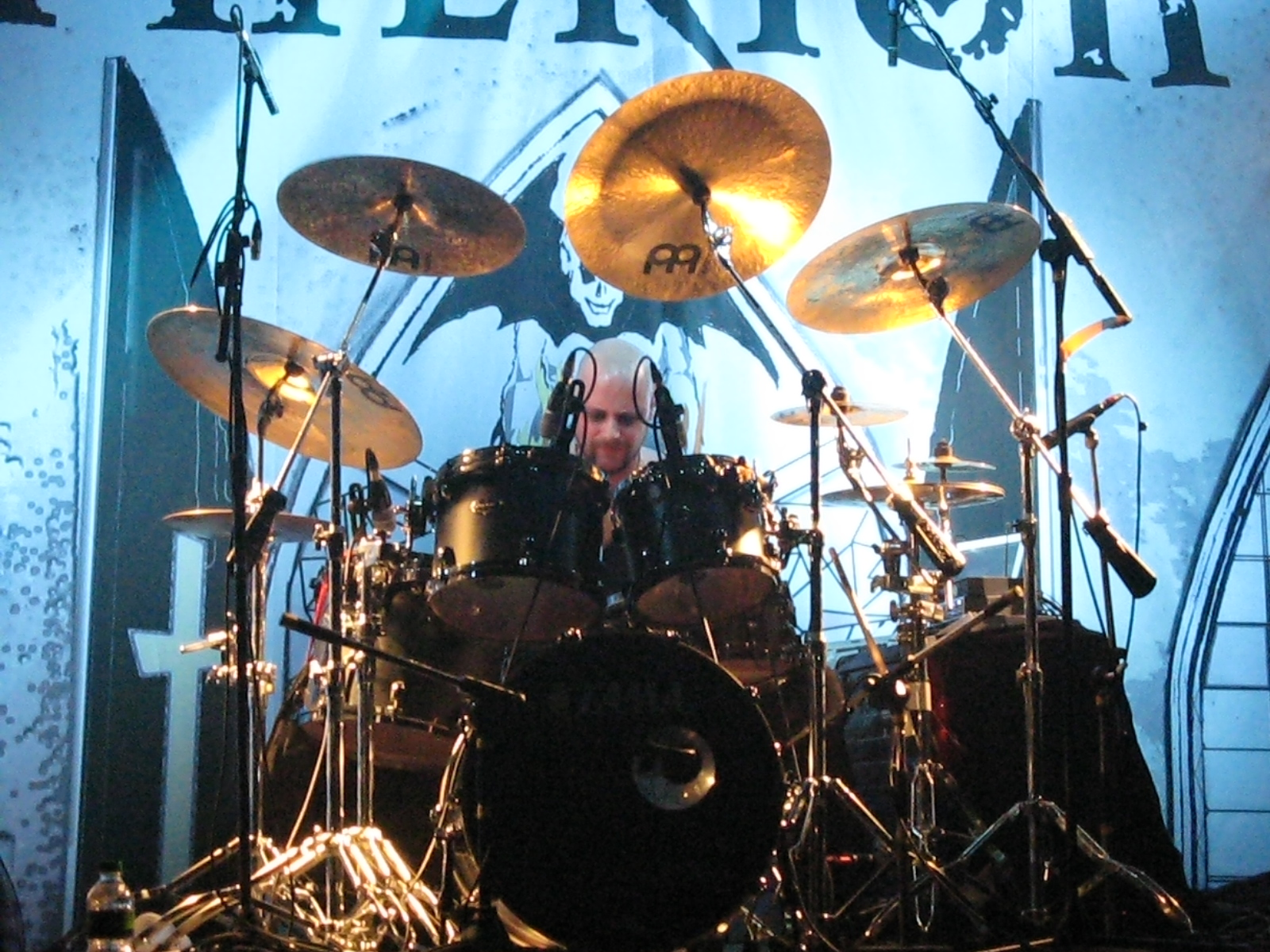
El baterista Petter Karlsson en vivo.

Of Darkness... consistía en canciones que Johnsson había escrito en los años ochenta, y a pesar de tener nuevas canciones la banda optó por guardarlas para su próximo álbum, este puede considerarse como una mezcla de metal progresivo con glam metal parecido al de Winger, el cual contenía dos tipos de influencias, lo que logró que la banda se convirtiera en una de las pioneras en la creación del death metal progresivo. Las letras eran muy políticas como las de la banda Napalm Death y otras en la década de 1980, como varias bandas de hardcore punk. El contrato que habían establecido con Deaf Records era por solo un álbum, y la banda tampoco había tenido una buena relación con la discográfica, así que después de haber realizado su primer disco decidieron cambiarse a Active Records.
Después de cambiarse de discográfica, Therion empezó a grabar su segundo álbum de estudio llamado The funny devil, en 1991, pero antes, Erik Gustafsson decidió dejar la banda para volver a su casa en los Estados Unidos, lo que provocó convirtió a la banda en un trío en donde Johnsson tocando también el bajo. El álbum Beyond Sanctorum muestra un death metal más experimental, con teclados y voces limpias en algunas canciones.
Después de haber realizado este álbum, la banda comenzó a tener varios problemas. Forss decidió dejar la banda y Hansson se retiró por problemas de corazón. Esto provocó que en las presentaciones hechas en Europa tuvieran una nueva alineación. Piotr Wawrzeniuk, de la banda Carbonized en la cual Johnsson había tocado, tomó el puesto de baterista, mientras que la guitarra fue tomada por Magnus Barthelsson, un viejo amigo de la escuela de Johnsson, y Andreas Wahl tomó el bajo para completar la formación.

### Metamorfosis musical (1993–1996)
Con la nueva alineación, Therion grabó su tercer álbum de estudio llamado Symphony Masses: Ho Drakon Ho Megas en 1993, el cual empleaba menos experimentación dentro del heavy metal y más con el doom metal. Como fue el primer y último álbum de Therion en su etapa death doom metal, experimentó con varios estilos de música a la vez, incorporando elementos de jazz, de música industrial y el heavy metal tradicional de la década de 1980. Active Records más tarde decidió reducir sus operaciones con la banda y estos se cambiaron a la discográfica, Megarock Records. A pesar de tener una base sólida de seguidores, la agrupación seguía siendo desconocida fuera de Europa. Asimismo, las ventas eran escasas y los músicos estaban teniendo problemas personales lo que provocó nuevos cambios.
A pesar de sus esfuerzos para salir adelante, no hubo éxito comercial, y fue por esto que Barthelsson y Wahl se vieron forzados a cambiarse de banda. Fredrik Isaksson en los pocos meses ocupó el puesto de bajista y después de meses de descanso la banda obtuvo la oferta de una de las discográficas más importantes de heavy metal llamada Nuclear Blast y a pesar del contrato, Megarock Records decidió dejar ir a Therion sin ningún tipo de condiciones. La banda firmó un contrato con Nuclear Blast en el 1994 con el que se quedaría hasta la fecha. Su primer álbum publicado por esta discográfica fue Lepaca Kliffoth, que también tenía un sencillo llamado "The Beauty in Black" el cual fue lanzado antes del disco, para su promoción. Este álbum fue muy experimental, en el cual se usaron voces clásicas de soprano, y también Johnsson utilizó una forma totalmente nueva de cantar. Más tarde Lars Rosenberg toma el puesto de Fredrik Isaksson, el cual decide dejar la banda por problemas personales.

### La era sinfónica comienza (1996–2001)
En 1996 Jonas Mellberg fue adherido a la nueva alineación y Therion empezó a grabar su próximo álbum experimental, titulado Theli. Este álbum contó con la gran voz de dos coros y pocas apariciones de las voces de Johnsson y Wawrzeniuk. Dan Swanö quien fue el productor, también contribuyó en las voces. La banda utilizó teclados a gran medida y también contribuyó la orquesta que tenían al lado del estudio llamada "Barmbek Orquesta Sinfónica". Theli es considerado uno de los álbumes más aclamados de la cúspide de Therion en toda su carrera hasta la fecha, y las ventas de este álbum fueron superiores a las del anterior Lepaca Kliffoth.
Después de que la grabación se había completado, la mezcla y la masterización del álbum fue un periodo muy estresante. Mellberg estaba sufriendo varios problemas con el alcohol y literalmente dejó el estudio y nunca regresó a la banda. Rosenberg también estaba teniendo problemas con el alcohol pero la banda había sobrevivido lo suficiente para terminar la grabación de Theli. 

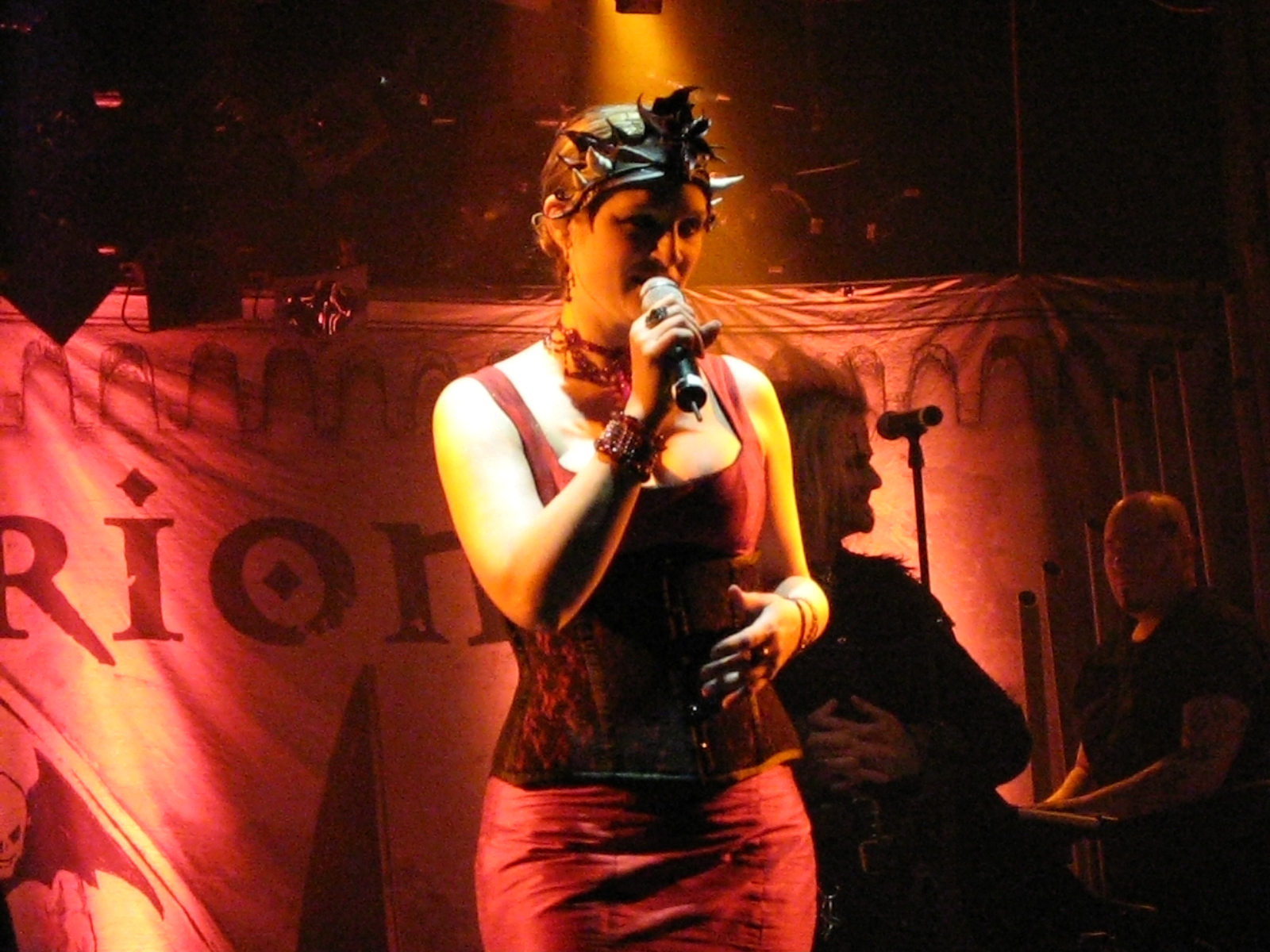
Lori Lewis.

Johnsson también tenía problemas con los miembros de la banda; Wawrzeniuk estaba tan ocupado con sus estudios que no pudo ir al tour con la banda, así que Johnsson le pidió a Tommy Eriksson de Shadowseeds que reemplazara a Wawrzeniuk en la batería. Tobias Sidegard había sido contratado para tocar la guitarra, mientras que Kimberly Goss fue contratada para tocar los teclados y ser vocalista. Después de este tour el problema de Rosenberg con la bebida empeoró, lo que le costó ser despedido de la banda.
En 1997 Therion volvió a los estudios para realizar su siguiente álbum, A'arab Zaraq - Lucid Dreaming. El cual contiene algunas canciones que se suponían que iban a ser puestas en Theli pero habían decidido guardarlas para este, también realizaron covers de varias bandas, y su versión propia de un soundtrack que Johnsson había hecho para la película independiente llamada "The Golden Embrace".
El siguiente álbum con el nombre de Vovin, fue grabado usando músicos profesionales y Tommy Eriksson ayudándole a la grabación de guitarras adicionales. En este figuraba por primera vez una verdadera orquesta de cuerdas con un número considerable de voces. La cantante austríaca Martina Hornbacher Astner y Sarah Jezebel Deva fueron escogidas para liderar las voces soprano. Las ventas totales de este álbum fueron de 150,000 copias solo en Europa.
La banda capitalizó este éxito y se fue de gira con la banda Moonspell. En esta gira se le hizo una oferta al baterista Sami Karppinen para quedarse permanentemente en la banda, la cual fue aceptada. Con la nueva alineación, estos grabaron el miniálbum llamado Crowning of Atlantis. Este era un álbum de corta duración que solo contaba con algunos covers y presentaciones en vivo, se suponía que iba a ser solo para su fan club pero su discográfica insistió en ponerlo a la venta como un álbum de estudio. Después de grabarlo dos de los amigos de Karppinen se unieron a la banda estos eran Kristian Niemann, el cual tomó el puesto de guitarrista y Johan Niemann, que tomó el puesto de bajista.
Y mientras realizaban el tour Johnsson ya había hecho bastante material para su próximo álbum llamado Deggial cuyo sonido está más orientado a lo sinfónico, empleando coros orquestales más complejos, y esta vez usando una orquesta completa comparada a la simple usada en los otros álbumes. Este logró vender más copias que Theli pero nunca llegó a vender tantas copias como su álbum anterior Vovin. Después de haber terminado la mezcla del álbum y haberlo puesto a la venta Therion realizó una gran gira para promocionarlo. Esta fue la primera gira de la banda solos ya que en las otras giras ellos abrían los shows para otras bandas.

### Secret Of The Runes(2001-2004)
Después de Deggial, Johnsson empezó a componer nuevamente, con la idea de un álbum conceptual centrándose en letras nórdicas. Y para empezar a grabarlo Johnsson construyó su propio estudio de grabación llamado "Modern Art". Para este se escribieron nuevas canciones sobre nueve países diferentes del mundo del árbol Yggdrasil y de la mitología nórdica. El nuevo álbum fue llamado Secret of the Runes y realizado en el año 2001, y para la versión especial la banda grabó dos canciones cover, la primera era "Crying Days" (originalmente de la banda Scorpions) y "Summer Night City" de ABBA. Piotr Wawrzeniuk regresó como vocalista invitado para las canciones bonus de este mismo. El décimo álbum de la banda recibió críticas muy positivas y buenos resultados incluyendo a los editores de Allmusic. Después de haber sacado el álbum a la venta, Therion empezó una gira acompañados por Evergrey y My Insanity como bandas soporte. Después de este tour, Karppinen decidió retirarse de la banda, pero tomó la responsabilidad de encontrar a un baterista que lo reemplazara, este fue Richard Evensand.
En el 2001 el fan club de Therion realizó su primer álbum de compilación llamado Bells of Doom el cual fue exclusivamente hecho para el fan club. El álbum contenía canciones raras, incluidas algunas de los demos del 87, en los años que la banda era llamada Blitzkrieg, otras canciones grabadas en sus principios y otras más de otros demos de Therion que nunca fueron puestos a la venta. El álbum más tarde fue puesto a la venta en la web oficial de Therion cuando el fan club se cerró. Varias de las canciones de Therion en su tour mundial de Secrets Of The Runes fueron grabadas, las cuales fueron puestas en el primer álbum en vivo doble llamado Live in Midgård, que fue realizado como parte de la celebración del 15 aniversario de Therion.

### LemuriaySirius B(2004–2006)

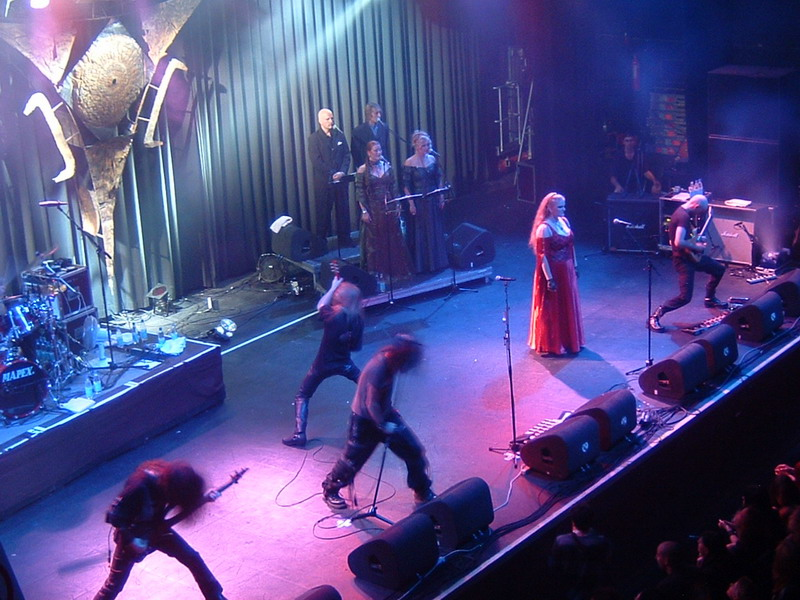
Therion presentando Lemuria y Sirius B en los Países Bajos.

Después de la gira, la banda decidió empezar a escribir nuevas canciones, con los otros miembros. Las siete canciones de Johnsson se habían convertido en un número mucho mayor y estas se sumarían luego con las escritas de los hermanos Niemann, lo que juntándolas sumarían un total de 55 nuevas canciones. Por esto la banda decidió grabar y poner dos álbumes a la venta simultáneamente, 171 músicos fueron usados en la grabación, junto con un coro de 32 cantantes, fue grabado en Praga con varios cantantes principales. Los resultados fueron el álbum Sirius B y Lemuria, estos fueron realizados en el mismo año, también fueron puestos a la venta separados y en una versión especial, en el que venían los dos juntos.
Wawrzeniuk volvió en este álbum, tomando el puesto de las vocales junto con el cantante Mats Levén. En julio del 2005, el álbum titulado Atlantis Lucid Dreaming fue puesto a la venta, este contenía una mezcla de las canciones del álbum realizado en el 1997 A'arab Zaraq - Lucid Dreaming y del otro realizado en 1999 Crowning of Atlantis. En este figuran todas las canciones de A'arab Zaraq - Lucid Dreaming, siete de Crowning of Atlantis y una versión en vivo de la canción "Black Sun". En el tour de Lemuria/Sirius B se realizar 106 presentaciones en vivo, el cual tuvo una duración de dos años.
El concierto final tuvo lugar en el festival de Chentelham, UK, ProgPower Festival en el 26 de marzo de 2006 y fue la última presentación en la que figura Christofer Johnsson como cantante principal. Therion realizó su primer DVD titulado Celebrators of Becoming en el 26 de mayo de 2006. Este contiene 4 discos, incluyendo un concierto en vivo grabado en la Ciudad de México en el 2004 y otras presentaciones, un documental de la banda del tour mundial 2004-2006, una pequeña película de arte "The Golden Embrace", todos los videos de la banda hasta ese momento, bootlegs con comentarios de los miembros, dos CD de audio del concierto en vivo en México y las otras presentaciones hechas en ese tour.

### Gothic Kabbalah(2006–2008)
En septiembre de 2006 Christofer Johnsson avisó que la grabación de su nuevo álbum llamado Gothic Kabbalah había terminado y que sería puesto a la venta el 27 de septiembre de 2007. En los principios del 2007 la banda había empezado un tour mundial promocional, en el que se encontrarían como bandas invitadas Grave Digger, Winger y Sabaton. Fue recientemente avisado en la web oficial de Therion que su grupo de músicos actuales iban a partir en diferentes caminos después del tour. Christofer también dijo que no tiene planes de dejar Therion y que estarían preparando nuevo material para el 2010.

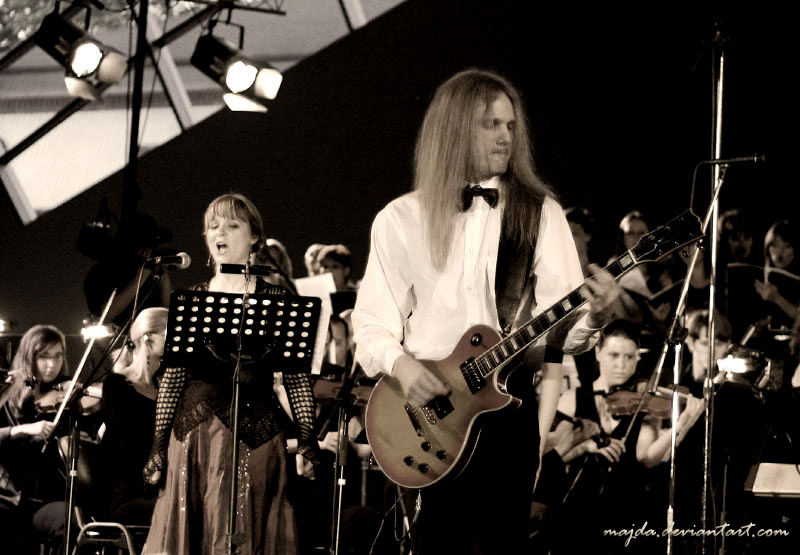
Johnsson y Lewis en vivo con la orquesta y coro durante el festival clásico Miskolc Opera Festival promocionando Gothic Kabbalah.

En agosto del 2008, Therion realizó su segundo álbum en vivo, en versión CD doble y DVD doble, titulado Live Gothic. El álbum fue grabado en Varsovia, Polonia, el 14 de febrero de 2008, en el que figuraron 22 canciones divididas en los dos discos y el DVD es la versión en vivo de ese concierto. En mayo del 2008 Therion anunció que el cantante Thomas Vikström se volvió un miembro permanente de la banda. Esto hace que este sea el primer vocalista oficial de Therion, además de Christofer Johnsson en años.
Actualmente Therion editó un nuevo proyecto, se trata de un CD/DVD de la banda bajo el sello Nuclear Blast Records y se titula The Miskolc Experience, concierto en vivo en uno de los festivales internacionales más importantes de Ópera en Miskolc, Hungría en el 2007.
El concierto llamado The Miskolc Exprience, fue realizado el 20 de mayo de 2009 como un DVD y 2CD, el CD se divide en 2 partes, la primera (Clavicula Nox and classical covers) y la segunda (Therion songs with orchestra and choir) el DVD también contiene un Making Of de la formación del escenario y un concierto de la primera banda soporte, que toco antes de ellos en la presentación de Bucarest.
En mayo del 2007 la banda anunció que estarían realizando una gira por Europa para conmemorar su vigésimo aniversario. La gira se realizaría solo en 16 ciudades de Europa, como parte del show el álbum Theli fue tocado por completo acompañado por dos de las canciones de su último CD Gothic Kabbalah, también se tocaron canciones nuevas como The Wisdom Of The Cage y Kali Yuga Pt. 3, las demás canciones tocadas en el concierto fueron elegidas por los fanes de la banda en una votación del sitio oficial.
La gira tomo parte en noviembre y diciembre del 2007, este incluyó invitaciones especiales de varios músicos. Las canciones donde se incluía un teclado fueron tocadas por Freddy Doemberg y en los primeros conciertos tocados Piotr Wawrzeniuk estuvo como invitado, como también actuaciones especiales de bailarinas de danza en ciertas canciones y en su último concierto de la gira, el antiguo cantante de la banda Mats Levén fue el invitado especial que tuvo lugar en la ciudad de París.

### Eventos Recientes (2008–presente)
En abril de 2008, fue anunciado en el sitio oficial de Therion que el grupo de coros que los acompañaba en la gira había decidido abandonar la banda. En ese mismo mes, Christopfer anunció que Therion no iba a separarse y cuatro meses después fue anunciado que el baterista Johan Kullberg se ha unido a la banda junto con el bajista Nalle Påhlsson.
El 5 de agosto de 2008, Therion realizó su segundo álbum en vivo, un DVD Y CD, que conlleva el nombre de “Live Gothic”. Este fue grabado en la ciudad de Varsovia en Polonia el 14 de febrero de 2008, figuran 22 canciones esparcidas en los 2 CD, y un DVD con el concierto completo.
Como promesa de Christofer, después de un 2007 muy ocupado la banda no había planeado ninguna gira hasta el 2010, con la excepción de un concierto en Plock, Polonia en el que figuraron canciones del álbum “Gothic Kabbalah” tocadas instrumentalmente junto con su antiguo guitarrista Magnus Barthelsson.
El 10 de mayo de 2009, Therion anunció que el cantante Thomas Vikström se ha unido a la banda como un miembro permanente, esto hace que Thomas sea el primer vocalista oficial que Therion ha tenido, además de Christofer Johnsson, esto se produjo solo días antes de que la banda realizara su nuevo DVD “The Miskolc Experience”.
En noviembre del 2009, Therion anunció que la banda entraría en los estudios para empezar a trabajar en lo que sería su álbum n.º 13, el cual tendrá por nombre “Sitra Ahra” como fue anunciado en febrero del 2010. Con un nuevo CD, varios festivales, giras por Latinoamérica y Europa han sido programadas. “Sitra Ahra” se hizo disponible en septiembre del 2010.
El 4 de junio el guitarrista argentino Christian Vidal se une a la banda, el 12 de julio de 2010 Therion avisa que el vocalista Snowy Shaw, acababa de anunciar su salida de Therion, tras cuatro años al lado de la banda, dos discos de estudio, un DVD en directo y grandes giras por todo el mundo.
A pesar de su salida, Snowy está incluido y ha contribuido como escritor y coescritor del más reciente disco de Therion: “Sitra Ahra”.Poco tiempo después, al terminar un corto período como bajista y cantante secundario del grupo Dimmu Borgir, Therion anuncia en su sitio web que Snowy Shaw vuelve a ser parte de la banda.
El grupo está confirmado a tocar en el evento 70000 Tons of Metal en enero de 2012, mismo que se lleva a cabo a bordo de un crucero dónde tocarán unos 40 grupos de Metal.
El 28 de septiembre de 2012 el grupo sacó a la venta el disco Les Fleurs du Mal editado de forma independiente con una versión que incluye un bonus track y póster que sólo podrá ser adquirida en los conciertos de la gira Flowers of Evil Tour.
En enero de 2015 Therion confirmó la adición de su nueva vocalista, la soprano Isa García Navas, originaria de Zaragoza, España, en reemplazo de la croata Sandra Laureano, que integró la agrupación durante algunos meses. Sin embargo, al poco tiempo García Navas abandonó la banda y fue reemplazada por la cantante Chiara Malvestiti.

### Estilo e influencia
Durante sus inicios,Therion solía tener un estilo bastante variado, comenzando con una fusión entre el glam metal y el metal progresivo,pero acercándose más al sleaze rock,pero con el tiempo la banda empezó a usar instrumentos como violines o contrabajos, haciendo su música cada vez más sinfónica y experimental.
Entre las bandas que influenciaron a Therion se encuentran bandas de su país como Europe, mas en el uso de mezcla de instrumentos y letras también contando a Heavy Load y Hellion como influyentes. También destacan bandas como Metallica, Exodus, Scorpions, Megadeth, Slayer, Overkill, Venom, Ratt, Dokken, Kix, Quiet Riot, Twisted Sister, W.A.S.P., London, Loudness, Judas Priest, Nazareth, Mercyful Fate, Motley Crue, Motorhead, Guns N Roses, Sweet, The Misfits, Rainbow, Radiohead, Alice Cooper, Angel Witch, Winger, Dio, Stratovarius, Iron Maiden, UFO, Van Halen, Marseille, Y Saxon, siendo las bandas que más los influenciaron en su sonido.
También suelen tener cierta influencia de la música clásica, esto demostrado en sus últimos álbumes, teniendo influencia de artistas como Mozart, Franz Liszt, Adolf Wiklund y Pettersson.

## Miembros de Therion

### Colaboradores
| Álbum                                               | Voz | Guitarra                                              | Bajo                              | Batería          |
| --------------------------------------------------- | --- | ----------------------------------------------------- | --------------------------------- | ---------------- |
| Paroxysmal Holocaust (1989)                         | Christofer Johnsson                                                                                                   | Peter Hansson                                         | Erik Gustafsson                   | Oskar Forss      |
| Beyond the Darkest Veils of Inner Wickedness (1989) | Christofer Johnsson                                                                                                   | Peter Hansson                                         | Erik Gustafsson                   | Oskar Forss      |
| Time Shall Tell (1990)                              | Christofer Johnsson                                                                                                   | Peter Hansson                                         | Erik Gustafsson                   | Oskar Forss      |
| Of Darkness... (1991)                               | Christofer Johnsson                                                                                                   | Peter Hansson                                         | Erik Gustafsson                   | Oskar Forss      |
| Beyond Sanctorum (1992)                             | Christofer Johnsson                                                                                                   | Peter Hansson                                         | Christofer Johnsson Peter Hansson | Oskar Forss      |
| Symphony Masses: Ho Drakon Ho Megas (1993)          | Christofer Johnsson                                                                                                   | Magnus Barthelsson                                    | Andreas Wallan Wahl               | Piotr Wawrzeniuk |
| Lepaca Kliffoth (1995)                              | Christofer Johnsson                                                                                                   | Christofer Johnsson                                   | Fredrik Isaksson                  | Piotr Wawrzeniuk |
| Theli (1996)                                        | Dan Swanö | Jonas Mellberg                                        | Lars Rosenberg                    | Piotr Wawrzeniuk |
| A'arab Zaraq - Lucid Dreaming (1997)                | Dan Swanö Tobbe Sidegard                                                                                              | Jonas Mellberg                                        | Lars Rosenberg                    | Piotr Wawrzeniuk |
| Vovin (1998)                                        | Sarah Jezebel Deva Martina Astner Ralf Scheepers                                                                      | Christofer Johnsson Siggi Bemm                        | Jan Kazda                         | Wolf Simon       |
| Crowning of Atlantis (1999)                         | Sarah Jezebel Deva Martina Astner Jörg Braüker Jochen Bauer Angelica Märtz Cossima Russo Eileen Küpper Ralf Scheepers | Tommy Eriksson                                        | Jan Kazda                         | Wolf Simon       |
| Deggial (2000)                                      | Hansi Kürsch | Kristian Niemann                                      | Johan Niemann                     | Sami Karppinen   |
| Secret of the Runes (2001)                          | Christofer Johnsson                                                                                                   | Kristian Niemann                                      | Johan Niemann                     | Sami Karppinen   |
| Lemuria & Sirius B (2004)                           | Christofer Johnsson Mats Levén Piotr Wawrzeniuk                                                                       | Kristian Niemann                                      | Johan Niemann                     | Richard Evensand |
| Gothic Kabbalah (2007)                              | Mats Levén Snowy Shaw Katarina Lilja Hannah Holgersson                                                                | Kristian Niemann                                      | Johan Niemann                     | Petter Karlsson  |
| Sitra Ahra (2010)                                   | Thomas Vikström Snowy Shaw Linnea Vikström Lori Lewis                                                                 | Christofer Johnsson Christian Vidal Waldemar Sorychta | Nalle "Grizzly" Pàhlsson          | Johan Koleberg   |
| Les Fleurs Du Mal (2010)                            | Thomas Vikström Snowy Shaw Mari Paul Johanna Najla Lori Lewis                                                         | Christofer Johnsson Christian Vidal                   | Nalle "Grizzly" Pàhlsson          | Johan Koleberg   |

### Colaboradores y miembros no oficiales
- Thomas Karlsson – Aunque no es considerado un miembro de la banda ni tampoco ha hecho apariciones en vivo, es quien escribe la gran mayoría de letras de Therion desde el año 1996.

- No hay colaboradores actuales.

## Discografía

### Estudio
| Nombre                              | Lanzamiento              | Discográfica                                               |
| ----------------------------------- | ------------------------ | ---------------------------------------------------------- |
| Of Darkness...                      | Febrero de 1991          | Deaf Records Avanzada Metálica (1992) Nuclear Blast (2000) |
| Beyond Sanctorum                    | Enero de 1992            | Active Records Nuclear Blast (2000)                        |
| Symphony Masses: Ho Drakon Ho Megas | Abril de 1993            | Megarock Records Nuclear Blast (2000)                      |
| Lepaca Kliffoth                     | 4 de abril de 1995       | Megarock Records                                           |
| Theli                               | 9 de agosto de 1996      | Nuclear Blast                                              |
| A'arab Zaraq - Lucid Dreaming       | 16 de mayo de 1997       | Nuclear Blast                                              |
| Vovin                               | 4 de mayo de 1998        | Nuclear Blast                                              |
| Crowning of Atlantis                | 7 de junio de 1999       | Nuclear Blast                                              |
| Deggial                             | 31 de enero de 2000      | Nuclear Blast                                              |
| Secret of the Runes                 | 8 de octubre de 2001     | Nuclear Blast                                              |
| Sirius B                            | 24 de mayo de 2004       | Nuclear Blast                                              |
| Lemuria                             | 24 de mayo de 2004       | Nuclear Blast                                              |
| Gothic Kabbalah                     | 12 de enero de 2007      | Nuclear Blast                                              |
| Sitra Ahra                          | 17 de septiembre de 2010 | Nuclear Blast                                              |
| Les Fleurs du Mal                   | 28 de septiembre de 2012 | Independiente Nuclear Blast (19 de octubre de 2012)        |
| Beloved Antichrist                  | 9 de febrero de 2018     | Nuclear Blast                                              |
| Leviathan                           | 22 de enero de 2021      | Nuclear Blast                                              |
| Leviathan II                        | 22 de octubre de 2022    |                                                            |
| Leviathan III                       | 15 de diciembre de 2023  |                                                            |

### Vivo
| Nombre                       | Lanzamiento              | Discográfica  | Notas                                     |
| ---------------------------- | ------------------------ | ------------- | ----------------------------------------- |
| Live in Midgård              | 30 de septiembre de 2002 | Nuclear Blast | 2 CD                                      |
| Live in Mexico               | 5 de mayo de 2006        | Nuclear Blast | Concierto en la Ciudad de México de 2004. |
| Live Gothic                  | 25 de julio de 2008      | Nuclear Blast | 2 CD y 1 DVD                              |
| The Miskolc Experience       | 5 de junio de 2009       | Nuclear Blast | 2 CD y 1 DVD                              |
| Adulruna Rediviva and Beyond | 21 de febrero de 2014    | Nuclear Blast | 3 DVD                                     |
| Garden of Evil               | Agosto de 2014           | Adulruna      | 1 DVD                                     |

### Compilados y box-sets
| Nombre                           | Lanzamiento             | Discográfica    | Notas                                                                           |
| -------------------------------- | ----------------------- | --------------- | ------------------------------------------------------------------------------- |
| The Early Chapters of Revelation | 27 de noviembre de 2000 | Nuclear Blast   | 3 CD. Incluye tres primeros álbumes de estudio remasterizados con bonus tracks. |
| Bells of Doom                    | 31 de octubre de 2001   | Therion Society | Contiene los primeros Demos de la Banda                                         |
| Atlantis Lucid Dreaming          | 6 de septiembre de 2005 | Nuclear Blast   | Canciones de A'arab Zaraq - Lucid Dreaming y Crowning of Atlantis.              |
| Celebrators of Becoming          | 5 de mayo de 2006       | Nuclear Blast   | 4 DVD y 2 CD. Incluye el concierto completo en Ciudad de México en 2004.        |

## Símbolos
Therion usa frecuentemente símbolos y varios pentagramas en las portadas de sus álbumes (sobre todo al empezar la era sinfónica), la mayoría de ellos basados en magia, ocultismo e imágenes de la orden Dragon Rouge, como el eneagrama, la estrella de Qliphoth, la cual es una estrella de once puntas que también es llamada por el nombre de Star of Seth es el símbolo más usado por Therion. La estrella simboliza la parte oscura de Cábala. El eneagrama es uno de los símbolos más importantes para el líder Christofer Johnsson ya que este lo toma como el símbolo oficial de la banda. También hay varias conexiones entre la estrella de nueve puntas y la de The Draconian Initiation, de Dragon Rouge ya que ese es el número de pasos para establecer la estrella de Draconian. Este símbolo no sólo aparece en las portadas de sus álbumes, sino que también aparece en la parte trasera y en el libreto del álbum Symphony Masses: Ho Drakon Ho Megas (1993).
Otros símbolos incluidos en las portadas de los álbumes son:
- Pentagrama parecido al pentagrama pitagórico (ya que en este sólo hay una punta abajo), es mostrado en la portada del álbum Symphony Masses: Ho Drakon Ho Megas en la cabeza del dragón.
- Runas: aparecen en la portada del álbum Secret of the Runes (y también en el libreto). Se trata de runas nórdicas, en cuyo interior se encuentra el alfabeto de Elder Futhark
- Cruz celta aparece en el libreto de Secret of the Runes, en la página con la letra de la canción Helheim.
- Clavícula Nox es un símbolo mágico y uno de los símbolos clave en la orden Dragon Rouge: aparece en los álbumes Crowning of Atlantis, Vovin (parte trasera), "Eye of Shiva" y "Atlantis Lucid Dreaming".
- Mjölnir, el martillo de Thor. Aparece en la portada frontal de Secret of the Runes.
- Tres símbolos astronómicos son mostrados en el box-set The Early Chapters of Revelation: son Venus (♀), Luna (☽), y Sol (☉).

## Proyectos paralelos
Varias de las alineaciones de Therion se vieron afectadas por los problemas que tenían los miembros con sus otros bandas. Una de ellas es Carbonized, en la cual Christofer Johnsson era el guitarrista y vocalista, ya que le dedicaba más tiempo a ésta que a Therion (en ese entonces Blitzkrieg). Para poder tener tiempo con su otra banda, Johnsson decidió dejarla y dedicarse a Carbonized. En 1998 Johnsson decide dedicarle su tiempo a Therion. Años más tarde, después de firmar con la discográfica Nuclear Blast, Carbonized decide separarse por los problemas de tiempo y personales de cada miembro, también Piotr Wawrzeniuk es echado de Therion por no asistir a las grabaciones en el estudio y parte a su proyecto paralelo llamado Serpent. Por su parte, Thomas Karlsson y Tommie Eriksson deciden dejar Therion para dedicarle más tiempo a su otro proyecto llamado Shadowseeds. En el año 2004, Christofer decide formar una banda concentrada en el estilo perdido de Therion con la llegada de Theli, y forman la banda de death metal Demonoid; sin embargo en el 2008 Johnsson decide dejar esta banda para poder dedicarle todo su tiempo a Therion, y es reemplazado por Emperor Magus Caligula. En Demonoid, Johnsson sólo participa en su primer álbum titulado Riders of the Apocalypse como vocalista principal.